# Liste von Parkanlagen in Paris
Dies ist eine Liste von Park- und Grünanlagen in Paris, Frankreich:

## Wälder
- Bois de Boulogne
- Bois de Vincennes

## Parks
- Parc André Citroën
- Parc de Bagatelle
- Parc de Belleville
- Parc de Bercy
- Parc Georges Brassens

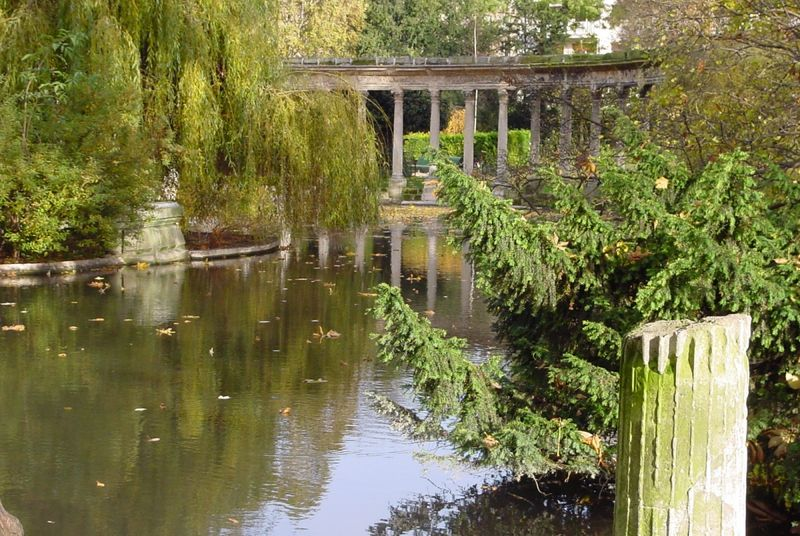
Parc Monceau

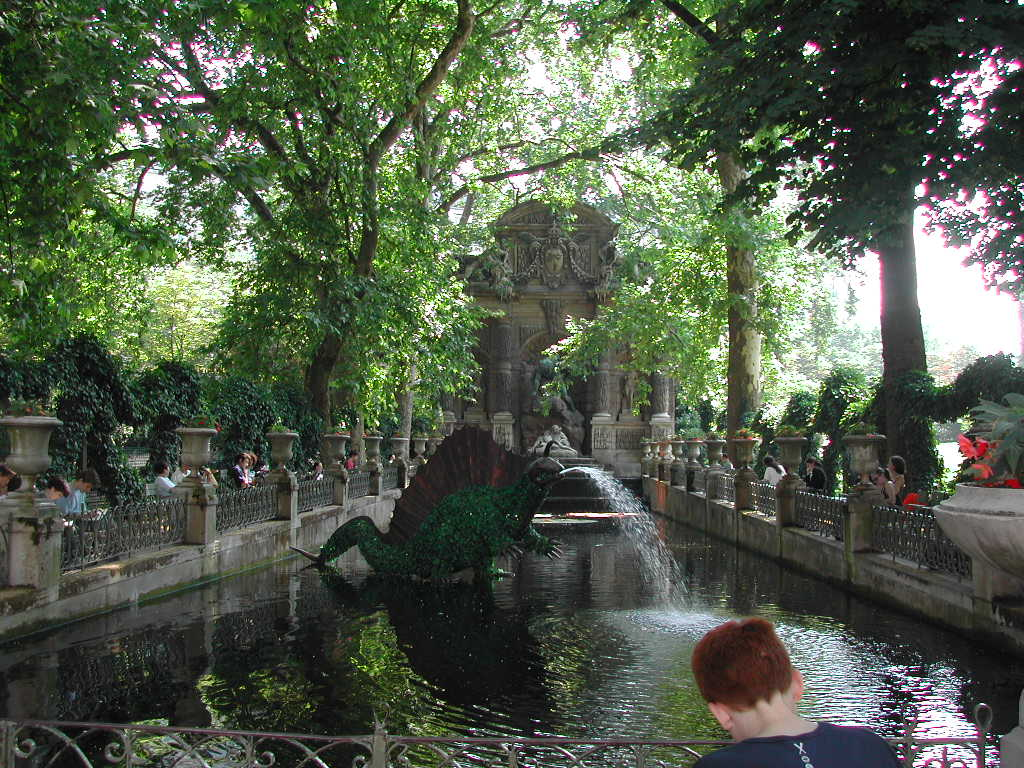
Jardin du Luxembourg

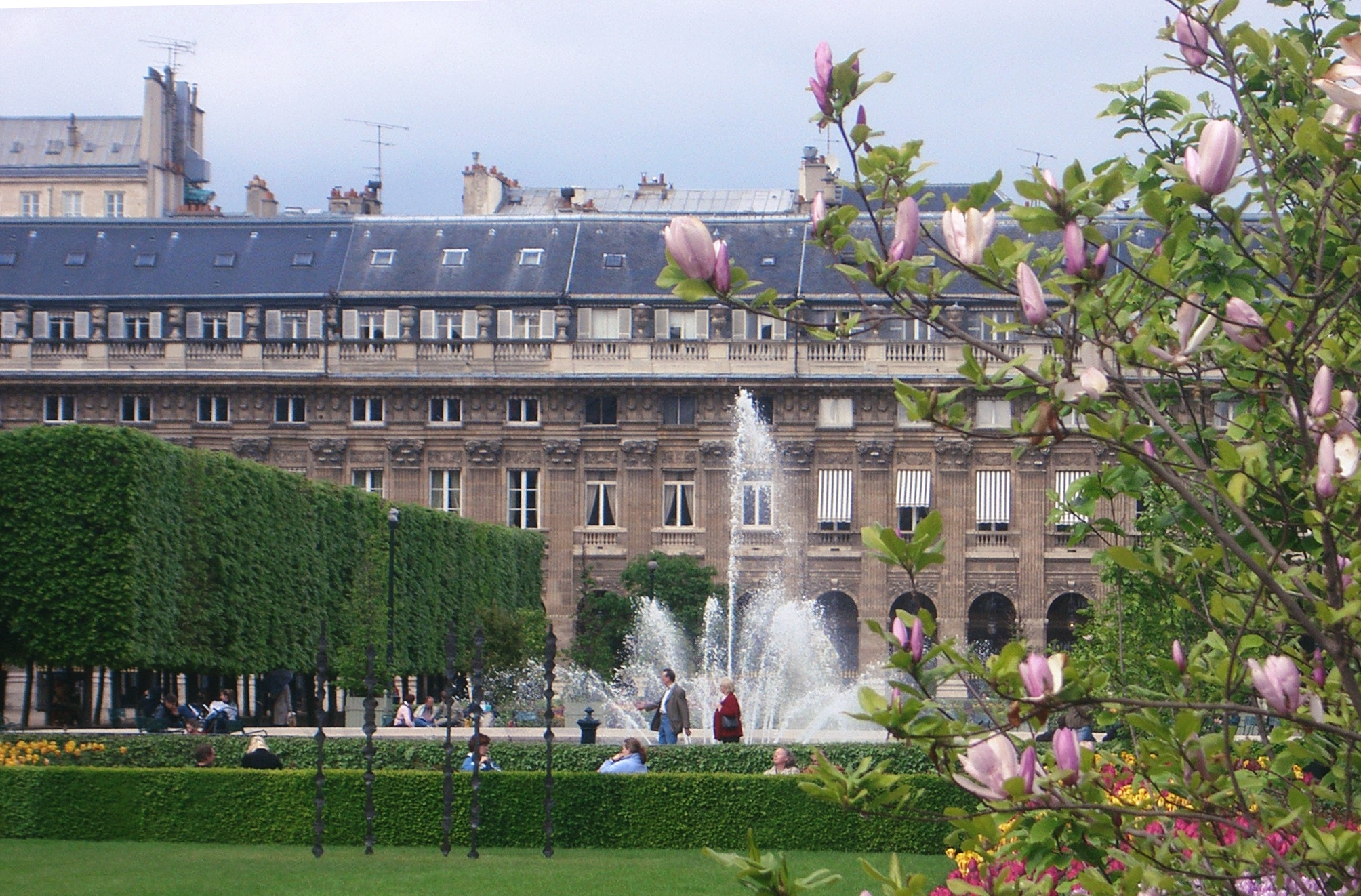
Jardin du Palais Royal

- Parc de la Butte-du-Chapeau-Rouge
- Parc des Buttes-Chaumont
- Parc du Champ de Mars
- Parc de Choisy
- Parc Esplanade des Invalides
- Parc Floral
- Parc Kellermann
- Parc Monceau
- Parc Montsouris
- Parc omnisports Suzanne Lenglen
- Parc Sainte-Périne
- Parc de la Villette

## Gärten
- Jardin d’Acclimatation
- Jardin d’Erevan
- Jardin du port de l’Arsenal
- Jardin Atlantique
- Jardins de l’Avenue Foch
- Cours la Reine
- Jardin du Pré Catelan
- Jardin Catherine Labouré
- Jardin Nelson Mandela
- Jardin Laure Albin-Guillot
- Jardin du Luxembourg
- Jardin de Marianne
- Jardin du Palais Royal
- Jardin des Plantes
- Promenade plantée
- Jardin du Ranelagh
- Jardin de Reuilly – Paul Pernin
- Jardin de la Gare de Reuilly - Julien Lauprêtre
- Jardin des Grands-Explorateurs Marco-Polo et Cavelier-de-la-Salle
- Jardin des Serres d’Auteuil
- Jardin Tino-Rossi
- Jardins du Trocadéro
- Jardin des Tuileries
- Jardin Villemin
- Square Charles Péguy
- Square de Berlin
- Square Louis XVI
- Square du Temple – Elie Wiesel